# Santo Antônio de Posse
Santo Antônio de Posse – miasto i gmina w Brazylii, w stanie São Paulo. Znajduje się w mezoregionie Campinas i mikroregionie Mogi Mirim.